# Natação nos Jogos Olímpicos de Verão de 2016 - 50 m livre masculino
A competição dos 50 metros livre masculino da natação nos Jogos Olímpicos de Verão de 2016 foi disputada nos dias 11 de agosto e 12 de agosto no Estádio Aquático Olímpico.

## Medalhistas
| Ouro   | USA Anthony Ervin    |
| Prata  | FRA Florent Manaudou |
| Bronze | USA Nathan Adrian    |

## Recordes
Antes desta competição, os recordes mundiais e olímpicos da prova eram os seguintes:
| Tipo | Atleta      | Tempo | Local     | Data                   |
| ---- | ----------- | ----- | --------- | ---------------------- |
|      | César Cielo | 20.91 | São Paulo | 18 de dezembro de 2009 |
|      | César Cielo | 21.30 | Pequim    | 16 de agosto de 2008   |

## Resultados

### Eliminatórias
| Pos. | Elim. | Raia | Nadador                  | CON                                 | Tempo | Notas            |
| ---- | ----- | ---- | ------------------------ | ----------------------------------- | ----- | ---------------- |
| 1    | 11    | 3    | Andriy Hovorov           | UKR Ucrânia                         | 21.49 | Q,               |
| 2    | 10    | 4    | Nathan Adrian            | USA Estados Unidos                  | 21.61 | Q                |
| 3    | 10    | 5    | Anthony Ervin            | USA Estados Unidos                  | 21.63 | Q                |
| 4    | 11    | 4    | Florent Manaudou         | FRA França                          | 21.72 | Q                |
| 5    | 9     | 4    | Cameron McEvoy           | AUS Austrália                       | 21.80 | Q                |
| 6    | 9     | 5    | Vladimir Morozov         | RUS Rússia                          | 21.81 | Q                |
| 7    | 10    | 3    | Benjamin Proud           | GBR Grã-Bretanha                    | 21.83 | Q                |
| 7    | 10    | 7    | Santo Condorelli         | CAN Canadá                          | 21.83 | Q                |
| 9    | 9     | 2    | Luca Dotto               | ITA Itália                          | 21.87 | Q                |
| 10   | 10    | 6    | Kristian Gkolomeev       | GRE Grécia                          | 21.93 | Q                |
| 10   | 11    | 5    | Bruno Fratus             | BRA Brasil                          | 21.93 | Q                |
| 12   | 9     | 6    | Brad Tandy               | RSA África do Sul                   | 21.94 | Q                |
| 13   | 11    | 6    | Ítalo Duarte             | BRA Brasil                          | 21.96 | Q                |
| 14   | 9     | 7    | Shinri Shioura           | JPN Japão                           | 22.01 | Q                |
| 14   | 11    | 8    | Simonas Bilis            | LTU Lituânia                        | 22.01 | Q,               |
| 16   | 10    | 8    | Norbert Trandafir        | ROU Romênia                         | 22.10 | Q                |
| 17   | 11    | 2    | Krisztián Takács         | HUN Hungria                         | 22.12 |                  |
| 18   | 10    | 2    | Katsumi Nakamura         | JPN Japão                           | 22.13 |                  |
| 19   | 9     | 3    | Damian Wierling          | GER Alemanha                        | 22.18 |                  |
| 20   | 8     | 2    | Yu Hexin                 | CHN China                           | 22.20 |                  |
| 21   | 7     | 8    | Renzo Tjon-A-Joe         | SUR Suriname                        | 22.23 | Recorde nacional |
| 21   | 8     | 4    | Filip Wypych             | POL Polônia                         | 22.23 |                  |
| 23   | 7     | 2    | Ali Khalafalla           | EGY Egito                           | 22.25 | =                |
| 23   | 11    | 7    | Ari-Pekka Liukkonen      | FIN Finlândia                       | 22.25 |                  |
| 25   | 7     | 1    | Oussama Sahnoune         | ALG Argélia                         | 22.27 |                  |
| 25   | 9     | 1    | Frédérick Bousquet       | FRA França                          | 22.27 |                  |
| 27   | 8     | 7    | George Bovell            | TTO Trinidad e Tobago               | 22.30 |                  |
| 28   | 8     | 3    | Aleksei Brianskiy        | RUS Rússia                          | 22.33 |                  |
| 29   | 7     | 7    | Douglas Erasmus          | RSA África do Sul                   | 22.37 |                  |
| 30   | 8     | 8    | Ning Zetao               | CHN China                           | 22.38 |                  |
| 31   | 7     | 6    | Federico Grabich         | ARG Argentina                       | 22.44 |                  |
| 32   | 6     | 4    | Geoffrey Cheah           | HKG Hong Kong                       | 22.46 |                  |
| 33   | 8     | 5    | Odysseus Meladinis       | GRE Grécia                          | 22.47 |                  |
| 33   | 10    | 1    | Matthew Abood            | AUS Austrália                       | 22.47 |                  |
| 35   | 7     | 3    | Yuri Kisil               | CAN Canadá                          | 22.50 |                  |
| 35   | 9     | 8    | Paweł Juraszek           | POL Polônia                         | 22.50 |                  |
| 37   | 11    | 1    | Federico Bocchia         | ITA Itália                          | 22.54 |                  |
| 38   | 8     | 1    | François Heersbrandt     | BEL Bélgica                         | 22.58 |                  |
| 39   | 7     | 4    | Jasper Aerents           | BEL Bélgica                         | 22.61 |                  |
| 40   | 6     | 5    | Mario Todorović          | CRO Croácia                         | 22.65 |                  |
| 41   | 1     | 3    | Sidni Hoxha              | ALB Albânia                         | 22.80 | Recorde nacional |
| 41   | 8     | 6    | Ziv Kalontarov           | ISR Israel                          | 22.80 |                  |
| 43   | 6     | 6    | Shane Ryan               | IRL Irlanda                         | 22.88 |                  |
| 44   | 6     | 3    | Cristian Quintero        | VEN Venezuela                       | 22.92 |                  |
| 45   | 6     | 2    | Jordan Augier            | LCA Santa Lúcia                     | 23.28 |                  |
| 46   | 6     | 7    | José Alberto Quintanilla | BOL Bolívia                         | 23.35 |                  |
| 47   | 6     | 1    | Vahan Mkhitaryan         | ARM Armênia                         | 23.50 |                  |
| 48   | 5     | 6    | Abdoul Niane             | SEN Senegal                         | 23.66 |                  |
| 49   | 4     | 4    | Hilal Hemed Hilal        | TAN Tanzânia                        | 23.70 | Recorde nacional |
| 50   | 6     | 8    | Anthony Barbar           | LIB Líbano                          | 23.77 |                  |
| 51   | 5     | 4    | Meli Malani              | FIJ Fiji                            | 23.88 |                  |
| 51   | 5     | 5    | Maksim Inić              | MNE Montenegro                      | 23.88 |                  |
| 53   | 5     | 3    | Ahmad Attellesey         | LBA Líbia                           | 23.89 |                  |
| 54   | 5     | 7    | Mahfizur Rahman Sagor    | BAN Bangladesh                      | 23.92 |                  |
| 55   | 5     | 8    | Abeiku Jackson           | GHA Gana                            | 24.30 |                  |
| 56   | 1     | 7    | Adam Viktora             | SEY Seicheles                       | 24.32 |                  |
| 57   | 5     | 1    | Lum Zhaveli              | KOS Kosovo                          | 24.53 |                  |
| 58   | 4     | 5    | Farhan Farhan            | BRN Bahrein                         | 24.61 |                  |
| 59   | 4     | 3    | Samson Opuakpo           | NGR Nigéria                         | 24.85 |                  |
| 60   | 5     | 2    | Batsaikhany Dölgöön      | MGL Mongólia                        | 24.90 |                  |
| 61   | 2     | 1    | Nikolas Sylvester        | VIN São Vicente e Granadinas        | 25.64 | Recorde nacional |
| 62   | 4     | 8    | Olim Qurbonov            | TJK Tajiquistão                     | 25.77 |                  |
| 63   | 4     | 7    | Giordan Harris           | MHL Ilhas Marshall                  | 25.81 |                  |
| 64   | 4     | 6    | Joshua Tibatemwa         | UGA Uganda                          | 25.98 |                  |
| 65   | 3     | 5    | Dionisio Augustine       | FSM Estados Federados da Micronésia | 26.17 |                  |
| 66   | 4     | 1    | Billy-Scott Irakose      | BDI Burundi                         | 26.36 |                  |
| 67   | 2     | 7    | Tindwende Sawadogo       | BUR Burquina Fasso                  | 26.38 |                  |
| 68   | 4     | 2    | Eloi Imaniraguha         | RWA Ruanda                          | 26.43 |                  |
| 69   | 3     | 8    | Santisouk Inthavong      | LAO Laos                            | 26.54 | Recorde nacional |
| 70   | 2     | 4    | Albachir Mouctar         | NIG Níger                           | 26.56 | Recorde nacional |
| 71   | 3     | 4    | Ibrahim Nishwan          | MDV Maldivas                        | 26.72 |                  |
| 72   | 3     | 6    | Shawn Dingilius-Wallace  | PLW Palau                           | 26.78 |                  |
| 73   | 2     | 5    | Osman Kamara             | SLE Serra Leoa                      | 26.90 |                  |
| 74   | 2     | 2    | Bourhan Abro             | DJI Djibuti                         | 27.13 |                  |
| 75   | 1     | 5    | Maël Ambonguilat         | GAB Gabão                           | 27.21 |                  |
| 76   | 3     | 1    | Athoumane Solihi         | COM Comores                         | 27.31 |                  |
| 77   | 3     | 2    | Jules Bessan             | BEN Benim                           | 27.32 |                  |
| 78   | 3     | 3    | Amadou Camara            | GUI Guiné                           | 27.35 |                  |
| 79   | 3     | 7    | Pap Jonga                | GAM Gâmbia                          | 27.48 |                  |
| 80   | 2     | 6    | Eméric Kpegba            | TOG Togo                            | 27.67 |                  |
| 81   | 2     | 3    | Abdelaziz Mohamed Ahmed  | SUD Sudão                           | 27.71 |                  |
| 82   | 2     | 8    | Dienov Andres Koka       | CGO Congo                           | 28.00 |                  |
| 83   | 1     | 4    | Brave Lifa               | MAW Malawi                          | 28.54 |                  |
| 84   | 1     | 2    | Christian Nassif         | CAF República Centro-Africana       | 30.00 |                  |
| 85   | 1     | 6    | Frantz Dorsainvil        | HAI Haiti                           | 30.86 |                  |

### Semifinais

#### Semifinal 1
| Pos. | Raia | Nadador            | CON                | Tempo | Notas |
| ---- | ---- | ------------------ | ------------------ | ----- | ----- |
| 1    | 5    | Florent Manaudou   | FRA França         | 21.32 | Q     |
| 2    | 4    | Nathan Adrian      | USA Estados Unidos | 21.47 | Q     |
| 3    | 7    | Brad Tandy         | RSA África do Sul  | 21.80 | Q     |
| 4    | 3    | Vladimir Morozov   | RUS Rússia         | 21.88 |       |
| 5    | 6    | Santo Condorelli   | CAN Canadá         | 21.97 |       |
| 6    | 2    | Kristian Gkolomeev | GRE Grécia         | 21.98 |       |
| 7    | 8    | Norbert Trandafir  | ROU Romênia        | 21.99 |       |
| 8    | 1    | Shinri Shioura     | JPN Japão          | 22.18 |       |

#### Semifinal 2
| Pos. | Raia | Nadador        | CON                | Tempo | Notas |
| ---- | ---- | -------------- | ------------------ | ----- | ----- |
| 1    | 4    | Andriy Hovorov | UKR Ucrânia        | 21.46 | Q,    |
| 1    | 5    | Anthony Ervin  | USA Estados Unidos | 21.46 | Q     |
| 3    | 6    | Benjamin Proud | GBR Grã-Bretanha   | 21.54 | Q,    |
| 4    | 7    | Bruno Fratus   | BRA Brasil         | 21.71 | Q     |
| 4    | 8    | Simonas Bilis  | LTU Lituânia       | 21.71 | Q,    |
| 6    | 2    | Luca Dotto     | ITA Itália         | 21.84 |       |
| 7    | 3    | Cameron McEvoy | AUS Austrália      | 21.89 |       |
| 8    | 1    | Ítalo Duarte   | BRA Brasil         | 22.05 |       |

### Final
| Pos.              | Raia | Nadador          | CON                | Tempo | Notas |
| ----------------- | ---- | ---------------- | ------------------ | ----- | ----- |
| Medalha de ouro   | 3    | Anthony Ervin    | USA Estados Unidos | 21.40 |       |
| Medalha de prata  | 4    | Florent Manaudou | FRA França         | 21.41 |       |
| Medalha de bronze | 6    | Nathan Adrian    | USA Estados Unidos | 21.49 |       |
| 4                 | 2    | Benjamin Proud   | GBR Grã-Bretanha   | 21.68 |       |
| 5                 | 5    | Andriy Hovorov   | UKR Ucrânia        | 21.74 |       |
| 6                 | 7    | Bruno Fratus     | BRA Brasil         | 21.79 |       |
| 6                 | 8    | Brad Tandy       | RSA África do Sul  | 21.79 |       |
| 8                 | 1    | Simonas Bilis    | LTU Lituânia       | 22.08 |       |

Legenda
| Recorde mundial      | Recorde mundial (World record)               |                       | Recorde africano                      | Recorde africano (African) |                                           | Q | Classificado por posição (Qualified) |
| Recorde olímpico     | Recorde olímpico (Olympic record)            | Recorde da América    | Recorde da América (Americas)         | q                          | Classificado por melhor tempo (Qualified) |   |                                      |
| Melhor marca do ano  | Melhor marca do ano (World leading)          | Recorde asiático      | Recorde asiático (Asian)              | DNS                        | Não largou (Did not start)                |   |                                      |
| Recorde nacional     | Recorde nacional (National record)           | Recorde europeu       | Recorde europeu (European)            | DNF                        | Não terminou (Did not finish)             |   |                                      |
| Recorde pessoal      | Recorde pessoal do atleta (Personal best)    | Recorde da Oceania    | Recorde da Oceania (Oceania)          | DSQ / DQ                   | Desclassificado (Disqualified)            |   |                                      |
| Recorde da temporada | Recorde da temporada do atleta (Season best) | Recorde sul-americano | Recorde sul-americano (South America) | NM                         | Sem marca (No mark)                       |   |                                      |